# Grumman S-2 Tracker
Grumman S-2 Tracker er et amerikansk hangarskibsbaseret antiubådsfly, som var i aktiv tjeneste fra 1954 til 1976 hos United States Navy. Flyet blev udviklet og bygget af Grumman. Der var i alt 40 varianter af flyet, som blev fremstillet i 1284 eksemplarer. Udover USA, købte 14 nationer flyet til militært brug, hvor Argentina og Brasilien i februar 2016 var de eneste som stadigvæk havde Grumman S-2 i aktiv tjeneste. 